# Đức Thắng, Mộ Đức
Đức Thắng là một xã cũ thuộc huyện Mộ Đức, tỉnh Quảng Ngãi, Việt Nam.

## Địa lý
Xã Đức Thắng có diện tích 11,72 km², dân số năm 2024 là 8.016 người, mật độ dân số đạt 607 người/km².

## Hành chính
Xã Đức Thắng được chia thành 7 thôn: Dương Quang, Gia Hòa, Tân Định, An Tĩnh, Thanh Long, Mỹ Khánh, Đại Thạnh.

## Sáp nhập chung với xã Đức Lợi
Ngày 21 tháng 11 năm 2024, căn cứ vào Nghị quyết về việc sắp xếp đơn vị hành chính cấp xã của tỉnh Quảng Ngãi giai đoạn 2023-2025 số 1279/NQ-UBTVQH15 của Uỷ ban Thường vụ Quốc hội quy định:
Thành lập xã Thắng Lợi trên cơ sở nhập toàn bộ diện tích tự nhiên là 4,66 km², quy mô dân số là 8.949 người của xã Đức Lợi và toàn bộ diện tích tự nhiên là 11,72 km², quy mô dân số là 8.016 người của xã Đức Thắng. Sau khi thành lập, xã Thắng Lợi có diện tích tự nhiên là 16,38 km², quy mô dân số là 16.965 người.
Xã Thắng Lợi giáp với xã Đức Chánh, xã Đức Nhuận; huyện Tư Nghĩa, thành phố Quảng Ngãi và Biển Đông.